# 吕比尼
吕比尼（法語：Rubigny，法語發音：[ʁybiɲi]）是法国大東部大區阿登省的一个市镇，属于勒泰勒区。

## 地理
吕比尼（49°41'8"N, 4°11'41"E）面积5.12 平方千米，位于法国大東部大區阿登省，该省份为法国北部内陆省份，西接埃纳省，南至马恩省，东临默兹省，北与比利时接壤。
与吕比尼接壤的市镇（或旧市镇、城区）包括：肖蒙波尔西安、罗基尼、沃莱吕比尼。

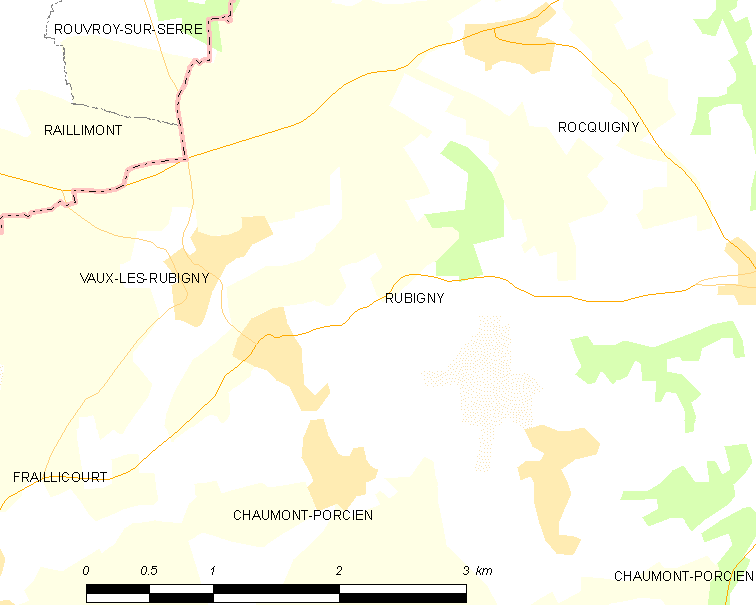
吕比尼的OSM定位图

吕比尼的时区为UTC+01:00、UTC+02:00（夏令时）。

## 行政
吕比尼的邮政编码为08220，INSEE市镇编码为08372。

## 政治
吕比尼所属的省级选区为锡尼拉拜县。

## 人口

1962-2008年间吕比尼人口变化图示

吕比尼于2022年1月1日时的人口数量为61人。